# Мішель Марі Деза
Міше́ль Марі Деза (Михаїл Юхимович Деза, при народженні — Тилкін; 27 квітня 1939, Москва, РРФСР, СРСР — 23 листопада 2016, Париж, Франція) — радянський і французький математик, що спеціалізувався на комбінаториці, дискретній геометрії та теорії графів. Був директором досліджень у французькому Національному центрі наукових досліджень (CNRS), віцепрезидентом Європейської академії наук, професором Японського інституту науки та передових технологій і одним із трьох редакторів-засновників Європейського журналу комбінаторики.

## Життєпис
Деза (при народженні — Михайло Юхимович Тилкін) 1961 року закінчив механіко-математичний факультет МДУ, після чого працював у системі Академії наук СРСР до еміграції у Францію 1972 року. У Франції від 1973 року працював у Національному центрі наукових досліджень до виходу на пенсію 2005 року.
Автор восьми монографій і близько 280 наукових праць з 75 різними співавторами, зокрема чотирьох праць із Палом Ердешем, що дало йому число Ердеша 1.
Матеріали конференції з комбінаторики, геометрії та інформатики, що відбулася в Люміні, Франція, у травні 2007 року, зібрано у спеціальному випуску Європейського журналу комбінаторики на честь 70-річчя М. М. Деза.
Дружина, Олена Іванівна Деза — також математикиня, професорка Московського педагогічного державного університету.
Загинув під час пожежі.

## Вибрані статті
- Deza, M. (1974), Solution d'un problème de Erdös-Lovász, Journal of Combinatorial Theory, Series B, 16 (2): 166—167, doi:10.1016/0095-8956(74)90059-8, MR 0337635. MR 0337635 Архівовано жовтень 18, 2012 на сайті Wayback Machine. У статті доведено гіпотезу Пала Ердеша і Ласло Ловаса, що достатньо велике сімейство k-підмножин будь-якої n-елементної множини, в якій перетин кожної пари k-підмножин має рівно t елементів, має спільну для всіх членів сімейства t-елементну підмножину. Мануссакіс в European Journal of Combinatorics пише, що Деза жалкує, що витратив, а не зберіг у рамці чек, отриманий від Ердеша як приз за розв'язання цієї проблеми.
- Deza, M.; Frankl, P.; Singhi, N. M. (1983), On functions of strength t, Combinatorica, 3 (3–4): 331—339, doi:10.1007/BF02579189, MR 0729786. MR 0729786 Архівовано жовтень 18, 2012 на сайті Wayback Machine. У праці розглянуто функції ƒ на підмножинах деякої n-елементної множини цілих чисел, такі що, якщо А мала, сума значень функції на її надмножинах дорівнює нулю. Сила функції це найбільше значення t таке, що всі множини А з t або менше елементів, мають цю властивість. Якщо сімейство F містить усі множини, які мають відмінні від нуля значення для деякої функції ƒ сили не більше t, то F називають t-залежним; t-залежні сімейства утворюють залежні множини матроїда, який досліджують співавтори.
- Deza, M.; Laurent, M. (1992), Facets for the cut cone I, Mathematical Programming, 56 (1–3): 121—160, doi:10.1007/BF01580897, MR 1183645. MR 1183645 Архівовано жовтень 18, 2012 на сайті Wayback Machine. Стаття описує деякі грані многогранника, який кодує розрізи в повному графі. Задача найбільшого розрізу NP-повна, але її можна розв'язати методом лінійного програмування з використанням повного опису граней многогранника.
- Deza, A.; Deza, M.; Fukuda, K. (1996), On skeletons, diameters and volumes of metric polyhedra, Combinatorics and Computer Science (PDF), Lecture Notes in Computer Science, т. 1120, Springer-Verlag, с. 112—128, doi:10.1007/3-540-61576-8_78, MR 1448925 Архівовано лютий 21, 2012 на сайті Wayback Machine. MR 1448925 Архівовано жовтень 18, 2012 на сайті Wayback Machine. У статті описано многогранник метрик, кожна точка якого — симетрична матриця відстаней, які задовольняють нерівність трикутника. Для метричних просторів зі сімома точками, наприклад, цей многогранник має розмірність 21 (21 — кількість попарних відстаней між точками) і 275840 вершин.
- Chepoi, V.; Deza, M.; Grishukhin, V. (1997), Clin d'oeil on L1-embeddable planar graphs, Discrete Applied Mathematics, 80 (1): 3—19, doi:10.1016/S0166-218X(97)00066-8, MR 1489057. MR 1489057 Архівовано жовтень 18, 2012 на сайті Wayback Machine. Праця стосується ізометричних вкладень графів (з їхньою метрикою найкоротшого шляху) і метричних просторів у векторні простори з відстанню L1. Раніше Деза довів, що метрика з раціональними відстанями є L1 тоді й лише тоді, коли за деякого n вона вкладана в n-куб із точністю до цілого множника; ця праця показує, що для метрик плоских графів (зокрема багатьох з тих, що виникають у хімічній теорії графів), як множник завжди можна взяти 2.

## Книги
- Deza, M.; Laurent, M. (1997), Geometry of cuts and metrics, Algorithms and Combinatorics, т. 15, Springer, ISBN 3-540-61611-X, MR 1460488. MR 1460488 Архівовано жовтень 18, 2012 на сайті Wayback Machine. Як пише рецензент MathSciNet Олександр Барвінок, ця книга описує «багато цікавих зв'язків між комбінаторикою многогранників, банаховою геометрією, оптимізацією, теорією графів, геометрією чисел та теорією ймовірностей».
- Deza, M.; Grishukhin, V.; Shtogrin, M. (2004), Scale-isometric polytopal graphs in hypercubes and cubic lattices, Imperial College Press, ISBN 1-86094-421-3, MR 2051396 Архівовано лютий 25, 2012 на сайті Wayback Machine. MR 2051396 Архівовано жовтень 18, 2012 на сайті Wayback Machine. Продовження «Геометрії розрізів і метрик», присвячене L1-метрикам.
- Deza, E.; Deza, M. (2006), Dictionary of Distances, Elsevier, ISBN 0-444-52087-2. Відгук у Newsletter of the European Mathematical Society 64 (June 2007), p. 57. Архівовано жовтень 23, 2012 на сайті Wayback Machine. Книгу побудовано у вигляді списку різних відстаней, для кожної з яких наведено короткий опис.
- Deza, M.; Dutour Sikirić, M. (2008), Geometry of chemical graphs: polycycles and two-faced maps, Encyclopedia of Mathematics and its Applications, т. 119, Cambridge University Press, ISBN 978-0-521-87307-9, MR 2429120. MR 2429120 Архівовано жовтень 18, 2012 на сайті Wayback Machine. Описано теоретико-графові та геометричні властивості фулеренів та їх узагальнень, плоских графів, у яких усі грані обмежені циклами лише двох можливих довжин.
- Deza, M.; Deza, E. (2009), Encyclopedia of Distances, Springer-Verlag, ISBN 978-3-642-00233-5.
- Deza, E.; Deza, M. (2011), Figurate Numbers, World Scientific, ISBN 978-981-4355-48-3.
- Deza, M.; Deza, E. (2013), Encyclopedia of Distances, 2nd expanded edition, Springer-Verlag, ISBN 978-3-642-30957-1.
- Deza, M.; Dutour Sikirić, M. & Shtogrin, M. (2015), Geometric Structure of Chemistry-relevant Graphs, Springer-Verlag, ISBN 978-81-322-2448-8.
- Deza, E.; Deza, M. & Dutour Sikirić, M. (2016), Generalizations of Finite Metrics and Cuts, World Scientific, ISBN 978-98-147-4039-5.

## Поетичні публікації
- М. Деза. 59-62. — Париж: Синтаксис, 1983[6]
- Мишель Деза. Стихи и интервью. — М.: ПРОБЕЛ-2000, 2014. — 276 с. ISBN 978-5-98604-442-2
- Мишель Деза. 75—77. — М.: ПРОБЕЛ-2000, 2016. — 136 с. ISBN 978-5-98604-555-9